# Corsomyza pennipes
Corsomyza pennipes är en tvåvingeart som beskrevs av Christian Rudolph Wilhelm Wiedemann 1820. Corsomyza pennipes ingår i släktet Corsomyza och familjen svävflugor. Inga underarter finns listade i Catalogue of Life.